# Deficiência de vitamina D
A deficiência de vitamina D ou hipovitaminose D é o resultado da ingestão insuficiente de vitamina D, de exposição insuficiente à radiação solar, de distúrbios que limitam a absorção pelo corpo de vitamina D ou de condições que interferem com a conversão da vitamina D em metabólitos ativos, entre as quais várias doenças do fígado, dos rins e doenças hereditárias. A deficiência impede a correta mineralização dos ossos, o que pode causar doenças como o raquitismo em crianças ou osteoporose em adultos.
70% da população têm um déficit em vitamina D o inverno em Portugal.